# Tumulus Anmatus
Tumulus Anmatus (latin for "forbandet grav") er et italiensk black metal-band, dannet i 2005.

## Medlemmer
- Thorns - trommer
- Gerion - leadguitar
- Tumulash - vokal, bas
- A. - rytmeguitar (2009 - )

### Tidligere medlemmer
- MG4259 - trommer

## Diskografi

### Studiealbum
- 2010: Ave Casus Mundi

### Demoalbum
- 2007: Unavngivet demo

### Splitalbum
- 2011: Anathema Ritualis (med Strix)